# ملیسا سوزن
ملیسا سوزن (ترکی استانبولی: Melisa Sözen؛ زادهٔ ۶ ژوئیهٔ ۱۹۸۵) یک هنرپیشه اهل ترکیه است. از فیلم‌ها یا برنامه‌های تلویزیونی که وی در آن نقش داشته است می‌توان به خواب زمستانی‌ اشاره کرد.